# エリック・ケルソー
エリック・ケルソー（Eric Kelso, 1962年12月22日 - ）は、東京を拠点とするアメリカ人声優、ナレーター。ビデオゲーム・シリーズ「鉄拳」のポール・フェニックス 、「シェンムー」シリーズの陳貴章（チン・キショウ）  、福原正幸 、ヘヴンズの刃武鷹（レン・ウーイン）、「バーチャファイター」シリーズのジャッキー・ブライアントをはじめ、ビデオゲーム以外ではディズニー、ユニバーサルスタジオ、ドリームワークス、料理の鉄人などにも出演している。数多くのテレビコマーシャル、NHKのテレビやラジオ番組などにも出演しており、日本では知名度が高い。

## 若年期
カリフォルニア州で生まれ育つ。サンタクルーズの高校を経て、カリフォルニア大学サンタバーバラ校にて映画学・映像を学ぶ。在学中、短編作品「An Echo En Route」 が脚本部門と監督部門でコーウィン・メトロポリタン・フィルム賞を受賞。1986年の卒業後はドキュメンタリー映像のテーマを探し求めて世界に旅立ち、後に日本を訪問し在住、現在に至る。

## キャリア

### ナレーター
1989年以降、全米大リーグ、トヨタ自動車、三菱グループ、デュポン、ソニー、パナソニック、いすゞ自動車、ヤマハ発動機、NEC、日本航空、ネスカフェ、ティファニー、東芝、RCAビクター、ユネスコ世界遺産など、300以上にも及ぶ国際的企業のビデオにナレーターとして関わっている。また、中学校や高校の試験や教科書、大学入学試験、TOEIC、TOEFL、STEP試験など、数千に及ぶ英語関連の教材のナレーションをつとめる。

### テレビ
クッキング・チャンネルの料理番組『料理の鉄人』で森本正治の英語吹き替えの声として長年に渡り出演した。NHKのテレビ番組『島耕作』『津波証言記録』『世界ふれあい街歩き』『英語ビジネスワールド』『キッチンが走る!』『テレビ英会話I』『テレビ英会話II』『えいごであそぼ』など数多くの番組に声優として出演している。ケルソーはまた、TBSテレビ『めざせマルチリンガル』の脚本とホスト役、『旭化成会社ニュース』のキャスター、『日本電気(NEC）Arisコンピューター』『日立フューチャー・イノベーションズ』プロモーションビデオのプレゼンターなど、多数の映像に出演している。また、俳優として『日清 スパ王』のCMに深田恭子と共演、日本電気(NEC）グローバル・ソリューションのテレビCM、NHKテレビ『英会話I、II』にも出演している。

### ラジオ
1989年よりNHKラジオのキャストメンバーを務める。NHK『英会話入門』（1991-1992）の共同司会者をつとめ、『New York and Boston with Eric』（1991年）、『Florida with Eric』(1992)、『やさしいビジネス英会話』『英語リスニング入門』『実践ビジネス英語』などに主演している。ラジオ日経の番組　『英語で知ろうビジネスの世界』にも出演した。

### テレビコマーシャル
トヨタ自動車、TDK、ソニー、マックスファクター、サントリー、マツダ、サンキスト、ブルックスブラザーズ、日清食品、日本電気、三菱自動車、バンダイナムコ、アメリカン・エキスプレス等、20以上の日本のテレビコマーシャルに声の出演をしている。

### アニメ
アニメーションでは、映画、遊園地、子供番組、教育放送などで吹き替え声優として日本で活躍している。1995年にケルソーは世界中を旅する皮肉屋のマイクのおもちゃミスター・マイクがライブで対話する際の吹き替えやCGの動作なども手がけている。著名なイベントであるスイス・ジュネーブでの「 テレコム 95 」やシンガポールで開催された「アジアテレコム 97」などにも出演した。学研による「ドラえもん」の英語版の吹き替えも行なった。ディズニー映画『ムーラン』の日本語トレイラーの声、東京ジョイポリスでのドリームワークスのアトラクションであるワイルドリバー・スプラッシュVRシミュレーターのガイド役として参加している。ユニバーサル・スタジオ・ジャパンにおいては、ウッディー・ウッドペッカーの声としてケルソーの声を耳にすることができる。 
2002年、「ゾイドフューザーズ」では数役を担当した。2006年、トミーとタカラが合併（タカラトミー）したすぐ後、新たに発表された「世界で最も小さな人型の量産ロボット」としてギネス世界記録に認定されたオムニボット2007・i-SOBOT(アイソボット)に声を提供している。

### テレビゲーム
40以上にも及ぶゲームのクレジットにエリック・ケルソーの名前が掲載されている。1996年にソニー・プレイステーション版でリリースされた『ソウルエッジ』がテレビゲーム声優としてのデビューとなる。
その後1998年にプレイステーション版『鉄拳3』でポールフェニックス の声を演じた。1999年、セガドリームキャストのゲーム『シェンムー』で福原正幸 、陳貴章（チン・キショウ）  役の英語吹き替えを行なった。ケルソーはまたこのプロジェクトがいかに拡張性があるかを述べ、さらなるストーリー展開やダイアローグを他のどのゲームよりも発達させた。2002年、『鉄拳タッグトーナメント』で再びポールフェニックス の声を演じ、『鉄拳4』『鉄拳5』『鉄拳5：ダーク・リザレクション』『鉄拳6』でも引続き担当している。
2001年、『シェンムー』の続編『シェンムー2』にも携わり、新キャラクターであるヘヴンズの刃武鷹（レン・ウーイン）の声を担当した。ゲームは共に欧州と日本においてSEGAドリームキャスト版で登場したが、2002年にはマイクロソフト Xboxにて再リリースされた。
2002年、格闘ゲーム『バーチャファイター4』のジャッキー・ブライアントの声優を担当した。その後『バーチャファイター5』をはじめ、同キャラクターが登場する『SEGAスーパースターズ』 『バーチャファイター サイバージェネレーション（Virtua Quest）』『ソニック&セガ オールスターズ レーシング』 『デッド オア アライブ5 アルティメット』などに再度登場する。

### 監督とプロデューサー
ケルソーはまた、プロロジス（2015年より）、メドトロニック（2016年）の企業ビデオ制作監督とプロデューサーをつとめている。

## 出演作品

### テレビゲーム
| 年   | タイトル                                                                                    | 役                                            | プラットフォーム |
| ---- | ------------------------------------------------------------------------------------------- | --------------------------------------------- | --- |
| 1996 | ソウルエッジ                                                                                |                                               | PlayStation |
| 1998 | 鉄拳3                                                                                       | ポール・フェニックス                          | アーケード / PlayStation |
| 1999 | シェンムー                                                                                  | 福原正幸 / 陳貴章（チン・キショウ）           | ドリームキャスト |
| 2000 | SDガンダム GGENERATION-F                                                                    | ゲームタイトルナレーション                    | PlayStation |
| 2000 | 鉄拳タッグトーナメント                                                                      | ポール・フェニックス                          | アーケード / PlayStation 2 / PlayStation 3 |
| 2000 | ガングリフォン ブレイズ                                                                     |                                               | PlayStation 2 |
| 2001 | 猿の惑星                                                                                    |                                               | Microsoft Windows / PlayStation 2 |
| 2001 | シェンムーII                                                                                | ヘヴンズの刃武鷹（レン・ウーイン）            | ドリームキャスト / Xbox |
| 2001 | ユニバーサル・スタジオ・ジャパン・アドベンチャー                                            | ウッディー・ウッドペッカー                    | アトラクション |
| 2001 | バーチャファイター4                                                                         | ジャッキー・ブライアント                      | アーケード / PlayStation 2 |
| 2002 | 鉄拳4                                                                                       | ポール・フェニックス                          | アーケード / PlayStation 2 |
| 2002 | ディノクライシス                                                                            | マイク・ワイアード中尉                        | PlayStation 2 |
| 2003 | F-ZERO GX                                                                                   | キャプテン・ファルコン / ブラッド・ファルコン | ニンテンドー ゲームキューブ |
| 2003 | 玻璃ノ薔薇                                                                                  | 影谷貴史, 和哉                                | PlayStation 2 |
| 2003 | ブラッディロア4                                                                             | レイジ / 滝川澪爾                             | PlayStation 2 / PlayStation 3 |
| 2003 | バテン・カイトス 終わらない翼と失われた海                                                   | カラス                                        | ニンテンドー ゲームキューブ |
| 2004 | Firefighter F.D.18                                                                          | 消防士ディーン・マクレガー                    | PlayStation 2 |
| 2004 | グラディウスV                                                                               | Pilot/Boss                                    | PlayStation 2 / PlayStation Network |
| 2004 | METAL WOLF CHAOS                                                                            | 数役                                          | Xbox |
| 2004 | Sega Superstars                                                                             | ジャッキー・ブライアント                      | PlayStation 2 |
| 2004 | バーチャファイター サイバージェネレーション 〜ジャッジメントシックスの野望〜（Virtua Quest) | ジャッキー・ブライアント                      | ニンテンドー ゲームキューブ / PlayStation 2 |
| 2005 | 鉄拳5                                                                                       | ポール・フェニックス                          | アーケード / PlayStation 2 |
| 2005 | 太鼓の達人                                                                                  |                                               | PlayStation 2 |
| 2005 | 鉄拳5：ダーク・リザレクション                                                               | ポール・フェニックス                          | アーケード / PlayStation Portable / PlayStation Network                                                                                           |
| 2006 | ボクらの太陽                                                                                | Duma、Kay、Kid                                | ニンテンドーDS |
| 2006 | Elebits                                                                                     | Ed、Dad                                       | Wii |
| 2006 | Dance Dance Revolution・ディズニーミックス                                                  |                                               | アーケード |
| 2007 | ロックマンゼクス アドベント                                                                 | ヘリオス                                      | ニンテンドーDS |
| 2007 | バーチャファイター5                                                                         | ジャッキー・ブライアント                      | アーケード / PlayStation 3 / Xbox 360 |
| 2007 | ガンダム無双                                                                                |                                               | PlayStation 2 / PlayStation 3 / Xbox 360 |
| 2009 | ザ・キング・オブ・ファイターズXII                                                           |                                               | アーケード / PlayStation 3 / Xbox 360 |
| 2009 | 鉄拳6                                                                                       | ポール・フェニックス                          | アーケード / PlayStation 3 / Xbox 360 |
| 2010 | エースコンバットX2 ジョイントアサルト                                                       | マイケル・アリーナ                            | PlayStation Portable |
| 2010 | ソニック&セガ オールスターズ レーシング                                                     | ジャッキー・ブライアント                      | アーケード / PlayStation 3 / Xbox 360 / ニンテンドーDS / Wii / Microsoft Windows / Mac OS X / Android / BlackBerry / Java Platform, Micro Edition |
| 2013 | デッド オア アライブ5 アルティメット                                                        | ジャッキー・ブライアント                      | アーケード / PlayStation 3 / Xbox 360 |
| 2015 | Transformers Pachinko                                                                       | Optimus Prime                                 | アーケード |
| 2015 | タイムクライシス5                                                                           | マーク・ゴダート                              | アーケード |
| 2015 | エースコンバット2                                                                           | タワーコントローラー                          | ニンテンドー3DS |
| 2015 | Devil's Third                                                                               |                                               | Wii U / Microsoft Windows |
| 2016 | NightCry                                                                                    | Harry, Newscaster, HQ                         | Microsoft Windows |
| 2016 | ポケモントレッタ                                                                            | アナウンサー                                  | アーケード |
| 2023 | THE KING OF FIGHTERS ALLSTAR                                                                | ジャッキー・ブライアント                      | iOS / Android |

### Web配信ドラマ
- ウルトラギャラクシーファイト 大いなる陰謀 英語版（2020年、ウルトラマンゼロの声、ウルトラマングレートの声[18]）